# صفر ۴۳۲۱
سیارک ۴۳۲۱ (به انگلیسی: 4321 Zero، نامگذاری:1981EH26) چهار هزار و سیصد و بیست و یکمین سیارک کشف شده‌است که در ۲ مارس ۱۹۸۱ کشف شد.
قدر مطلق سیارک برابر ۱۲٫۹۰ است.